# Мельников, Михаил Павлович
Михаил Павлович Мельников (26 октября 1894, Ярославский уезд, Ярославская губерния — 10 сентября 1938, Хабаровск) — советский государственный деятель, председатель Камчатского облисполкома (1934—1937).

## Биография
Михаил Павлович Мельников родился 26 октября 1894 года в Гагаринском посаде Ставотинской волости Ярославского уезда Ярославской губернии.
Несколько раз был арестован за революционную деятельность. В годы Гражданской войны воевал против белых в Сибири, в том числе в составе партизанского отряда, был ранен, участвовал в подавлении кулацкого восстания. Позднее работал в Иркутской области оперуполномоченным по борьбе с бандитизмом.
С 1928 года работал на Сахалине. С 8 февраля 1929 года — заведующий лесозаготовками Дальлеса, с 10 сентября 1929 — начальник окружного административного отдела.
Позднее — заместитель председателя, в мае—июле 1932 года — председатель исполнительного комитета Сахалинского окружного Совета. С 20 октября 1932 по июль 1933 года — заместитель председателя исполнительного комитета Сахалинской области в составе Приморского края; занимался вопросами коллективизации сельского хозяйства, созданием совхозов, борьбой с неграмотностью, организацией работы среди малочисленных народов Северного Сахалина. В январе 1933 — делегат первой областной партконференции в Александровске-на-Сахалине, избран заместителем председателя оргкомитета I съезда Советов Сахалинской области. В марте 1933 года участвовал в заседании центрального совета общества педагогов-марксистов в Москве. С июля 1933 года — прокурор Сахалинской области.
В 1934—1937 годах — председатель исполнительного комитета Камчатского областного Совета.
22 декабря 1937 года был арестован. В сентябре 1938 года выездной сессией Военной коллегии Верховного Суда СССР за контрреволюционную деятельность был приговорён к высшей мере наказания. По другим данным — умер в исправительно-трудовом лагере 8 марта 1941 года от крупозного воспаления лёгких.
18 марта 1958 года был реабилитирован Военной коллегией Верховного Суда СССР.

## Комментарии
1. ↑  В ряде источников место рождения указывается как «Гогалинский Посад»[2]. Село Гагаринский посад входило в состав Ставотинской волости Ярославского уезда[3], в последующем — в состав Гаврилов-Ямского района[4]; ныне — часть города Гаврилов-Ям.